# داودآباد (ورامین)
داودآباد (قرچک)، روستایی از توابع بخش قرچک شهرستان ورامین در استان تهران ایران است.

## جمعیت
این روستا در دهستان ولی آباد قرار دارد و براساس سرشماری مرکز آمار ایران در سال ۱۳۸۵، جمعیت آن ۷٬۴۳۵ نفر (۱٬۷۵۳خانوار) بوده‌است.